# Eve Christine Gadzikwa
Eve Christine Gadzikwa (nhũ danh Mandaza) (sinh ngày 24 tháng 12 năm 1964) là một nữ doanh nhân, lãnh đạo, cố vấn, từ thiện và một tác giả người Zimbabwe. Bà hiện là Tổng Giám đốc và Thư ký của Hiệp hội Tiêu chuẩn Zimbabwe và Chủ tịch thứ 13 của cơ quan tiêu chuẩn AU, Tổ chức Tiêu chuẩn Châu Phi (ARSO). Tiến sĩ Gadzikwa là Chủ tịch Hội đồng quản trị trong quá khứ của Sở giao dịch chứng khoán Zimbabwe và cựu Chủ tịch của Viện Giám đốc (IoD) Zimbabwe.
Sự nghiệp của Tiến sĩ Gadzikwa kéo dài hơn 25 năm trong khu vực công và tư nhân. Eve được bổ nhiệm làm vị trí điều hành hiện tại của mình với tư cách là Tổng giám đốc của Hiệp hội Tiêu chuẩn của Zimbabwe vào tháng 9 năm 2008. Cô là Thư ký Công ty và Quản trị viên của tổ chức. Eve hiện là Chủ tịch và Chủ tịch nữ đầu tiên của Tổ chức Tiêu chuẩn Châu Phi (một cơ quan tiêu chuẩn liên chính phủ lục địa thuộc Liên minh châu Phi), có trụ sở tại Nairobi, Kenya cho 2016-2019.
Ngoài ra, Tiến sĩ Gadzikwa là: Thành viên của Viện Nghiên cứu Y khoa và Hội đồng khoa học lâm sàng Zimbabwe; Thành viên của Hiệp hội Marketing của Zimbabwe; và Viện Quản lý Khách hàng.

## Tuổi thơ và giáo dục ban đầu
Tiến sĩ Eve Christine Gadzikwa (nhũ danh Mandaza), đứa con thứ ba trong bốn con của Joel và Grace Mandaza, được sinh ra vào đêm trước Giáng sinh (ngày 24 tháng 12), năm 1964 tại làng Marondera ở Zimbabwe; do đó tên của bà được đặt là Eve. Cha mẹ bà chuyển đến Zambia, nơi cha của bà làm thợ mỏ ở mỏ đồng Nchanga của Chingola và mẹ bà là một bà đỡ và y tá có đăng ký.
Tiến sĩ Gadzikwa theo học giáo dục tiểu học tại trường Hellen Waller và học trung học cấp 2 Fatima Girls High ở Ndola, Zambia, nơi cô trở thành người nói thông thạo ngôn ngữ Bemba. Năm 1978 ở tuổi 15 năm trong khi học Form II, bà trở về Zimbabwe, nơi cô theo học trường St Johns 'High, Emerald Hill, một trường nội trú công giáo. Tại St Johns 'High, Emerald Hill, Eve bắt đầu nghiên cứu sinh học.
Bà có bằng Quản lý Marketing tại Viện Quản lý Marketing ở Nam Phi (IMM SA) như một bước đệm vào môi trường doanh nghiệp.
Năm 2004, bà bắt đầu và tốt nghiệp Thạc sĩ Quản trị Kinh doanh tại Đại học Nottingham (Anh), để củng cố kiến thức kinh doanh của mình.